# Bernau (Gemeinde Stallhofen)
Bernau ist eine Ortschaft und Dorf in der Weststeiermark in der Marktgemeinde Stallhofen im Bezirk Voitsberg, Steiermark.

## Ortsname und Geografie
Der Namensteil -au leitet sich entweder vom althochdeutschen ouwa oder dem mittelhochdeutschen ouwe oder Owe ab, was so viel wie Land am Wasser oder wasserreiches Wiesenland bedeutet. Der Name verweist also auf eine Au, die nach einem Mann namens Pero oder Bero oder nach Bären benannt wurde.
Bernau liegt im Südosten der Marktgemeinde Stallhofen, südöstlich des Hauptortes Stallhofen, im südwestlichen Teil der Katastralgemeinde Kalchberg, am westlichen Ufer des Södingbaches. Durch das Dorf führt die Landesstraße 315 und im nördlichen Teil des Ortes zweigt die Landesstraße 316 von dieser ab. Westlich des Ortes befindet sich der so genannte Bernauer Wald.

## Geschichte
Im Gebiet von Bernau wurde ein Hügelgrab entdeckt, welches jedoch nicht genau datiert werden konnte. Bei Bernau entstand im 10. Jahrhundert als kleiner Weiler im bairischen Siedlungsgebiet. Im 11. und 12. Jahrhundert war die Gegend um Bernau ein hochmittelalterliches Rodungsgebiet und Einzelhöfen und Einödfluren. Die erste urkundliche Erwähnung des Ortes erfolgte etwa um 1066 als Perrenovua in der ersten Grenzbeschreibung der Pfarre Piber. Weitere Erwähnungen folgten 1234 als villa Bernow und 1268/69 als Pernau sowie schließlich 1673 als Bernau. Im Mittelalter gab es einen ausgeprägten Weinbau im Ort, wobei die Weingärten der Herrschaft Piber und dem Abt des Stiftes St. Lambrecht gehörten. Rudolf von Plankenwarth hinterließ im Jahr 1389 eine Mühle in Bernau dem Stift Rein als Seelgerät. Der Abt von St. Lambrecht ließ um 1600 auf der Michaelhube einen Weinkeller errichten, was zu Streitigkeiten mit Georg Christoph von Poppendorf führte. Der Weinbau wurde noch 1636 betrieben und das Stiftsregister von Piber nennt noch den Weinkeller als Abgabestelle für die Zechendt-Möst. Im Jahr 1780 wurde die Pickmühle erstmals genannt und in der Zeit um 1840 gab es eine Mautmühle sowie eine Schmiede am Södingbach.
Die Einwohner von Bernau gehörten bis 1848 zu verschiedenen Grundherrschaften, so etwa zu Altenberg, Alt-Kainach sowie Groß-Söding und die Herrschaft Altenburg hatte im Ort ein eigenes Amt mit 16 Untertanen. Ein Teil der Bewohner waren im Jahr 1527 Untergebene des Christoph von Racknitz. Das Gerichtsgetreide sowie die Richterrechte wurden bis 1848 von der Herrschaft Obervoitsberg eingehoben wurden während zwei Drittel des Garbenzehents an die Herrschaft Greißenegg gingen. Die zahlreichen Bergholde lieferten einen Weinzehent an die Herrschaft Piber.
Um 1900 kaufte Anton Slavec die Schlautz-Schmiede, welche er zuvor gepachtet hatte und baute sie 1905/06 zu einer Hammerschmiede zur Erzeugung von Werkzeugen wie Hacken und Schaufeln aus. Er war ein Zulieferer des Sensenwerkes Krenhof AG und sein Sohn Friedrich schloss die die Hammerschmiede nach 1950, nachdem die Wehranlage durch ein Hochwasser zerstört worden war. Friedrich Slave betrieb aber noch einige Jahre lang eine Huf- und Wagenschmiede im Ort. Am 29. Juli 1959 wurde in Bernau eine Tiefkühlanlage eröffnet. Am 12. August desselben Jahres wurden Teile von Bernau sowie die Straße nach Stallhofen durch ein Hochwasser überschwemmt. Seit 1977 hatte die Industrie-Rohrbau-Gesellschaft m.b.H u. Co. KG am Standort der ehemaligen Pickmühle eine Niederlassung in Bernau und baute den Standort in den 1980er-Jahren weiter aus. Seit 2003 gehört das Gelände der SFL Engineering GmbH.

## Wirtschaft und Infrastruktur
Bernau ist landwirtschaftlich geprägt, wobei die Bewirtschaftung von Grünland sowie Ackerbau größte Rolle. Forstwirtschaft spielt nur eine untergeordnete Rolle. Bis in das 19. und 20. Jahrhundert hinein gab es eine Mühle sowie eine Hammer-, Huf- und Wagenschmiede im Ort. Im Jahr 1970 wurde die in Bernau ansässige Gärtnerei Plettig gegründet. Seit 1977 gab es zuerst mit der Industrie-Rohrbau-Gesellschaft m.b.H u. Co. KG und seit 2003 am selben Standort mit der SFL Engineering GmbH ein Metall- und Maschinenbau.

## Bauwerke
Zu den sehenswertesten Gebäuden in Bernau gehört die wahrscheinlich um 1878 im neugotischen Stil errichtete Dorfkapelle, auch Bernauerkapelle genannt. Außerdem gibt es das nach dem Ersten Weltkrieg aufgestellte Buankreuz, einen Pfeilerbildstock mit Gipsstatuen des segnenden Heilands sowie der Muttergottes.